# Drepanulatrix ferruginosaria
Drepanulatrix ferruginosaria är en fjärilsart som beskrevs av Alpheus Spring Packard. Drepanulatrix ferruginosaria ingår i släktet Drepanulatrix och familjen mätare. Inga underarter finns listade i Catalogue of Life.